# Бернарда Пера
Бернарда Пера (хорв. Bernarda Pera, нар. 3 грудня 1994) — американська тенісистка хорватського походження.

## Фінали ITF (16–18)

### Одиночний розряд (8–11)
| Легенда          |
| ---------------- |
| Турніри $100,000 |
| Турніри $75,000  |
| Турніри $50,000  |
| Турніри $25,000  |
| Турніри $15,000  |
| Турніри $10,000  |

| Фінали за покриттям |
| ------------------- |
| Тверде (1–0)        |
| Ґрунт (6–11)        |
| Трава (0–0)         |
| Килим (1–0)         |

| Результат | Ранг | Дата            | Турнір                        | Покриття   | Опонент                     | Рахунок                   |
| --------- | ---- | --------------- | ----------------------------- | ---------- | --------------------------- | ------------------------- |
| Поразка   | 1.   | 22 квітня 2012  | Бол                           | Ґрунт      | Анаїс Лорендон              | 4–6, 6–4, 3–6             |
| Поразка   | 2.   | 10 червня 2012  | Сараєво, Боснія і Герцеговина | Ґрунт      | Камелія Хрістя              | 3–6, 6–3, 4–6             |
| Поразка   | 3.   | 7 жовтня 2012   | Солін, Хорватія               | Ґрунт      | Ана Савич                   | 7–5, 2–6, 5–7             |
| Поразка   | 4.   | 24 березня 2013 | Мадрид, Іспанія               | Ґрунт (i)  | Река-Луца Яні               | 6–2, 4–6, 4–6             |
| Поразка   | 5.   | 24 березня 2013 | Бол                           | Ґрунт      | Агнеш Букта                 | 7–5, 2–6, 5–7             |
| Перемога  | 1.   | 23 червня 2013  | Алкмар, Нідерланди            | Ґрунт      | Natalija Kostić             | 6–1, 6–2                  |
| Перемога  | 2.   | 30 червня 2013  | Бреда, Нідерланди             | Ґрунт      | Ізабелла Шинікова           | 6–4, 4–6, 6–0             |
| Перемога  | 3.   | 1 вересня 2013  | Роттердам, Нідерланди         | Ґрунт      | Амандін Есс                 | 1–6, 6–3, 7–5             |
| Перемога  | 4.   | 12 квітня 2014  | Глостер, Велика Британія      | Тверде (i) | Клартьє Лібенс              | 6–3, 6–1                  |
| Поразка   | 6.   | 15 червня 2014  | Амстелвен, Нідерланди         | Ґрунт      | Квірін Лемуан               | 6–2, 4–6, 2–6             |
| Перемога  | 5.   | 29 червня 2014  | Бреда, Нідерланди             | Ґрунт      | Беатріс Аддад Майя          | 6–1, 7–6(10–8)            |
| Перемога  | 6.   | 13 липня 2015   | Імола, Італія                 | Килим      | Sherazad Reix               | 6–2, 6–3                  |
| Поразка   | 7.   | 17 квітня 2016  | Пелам (Алабама), США          | Ґрунт      | Грейс Мін                   | 4–6, 4–6                  |
| Поразка   | 8.   | 1 квітня 2017   | Пула (Італія), Італія         | Ґрунт      | Б'янка Андрееску            | 7–6(10–8), 2–6, 6–7(8–10) |
| Поразка   | 9.   | 15 квітня 2017  | Пула (Італія), Італія         | Ґрунт      | Грузія Brescia              | 1–6, 2–6                  |
| Поразка   | 10.  | 13 травня 2017  | Дунакесі, Угорщина            | Ґрунт      | Костюк Марта Олегівна       | 4–6, 3–6                  |
| Перемога  | 7.   | 2 липня 2017    | Штутгарт, Німеччина           | Ґрунт      | Анна Цая                    | 6–4, 6–4                  |
| Поразка   | 11.  | 9 липня 2017    | Дармштадт, Німеччина          | Ґрунт      | Калініна Ангеліна Сергіївна | 2–6, 6–0, 3–6             |
| Перемога  | 8.   | 17 липня 2017   | Оломоуць, Чехія               | Ґрунт      | Крістина Плішкова           | 7–5, 4–6, 6–3             |

### Парний розряд (8–7)
| Легенда          |
| ---------------- |
| Турніри $100,000 |
| Турніри $75,000  |
| Турніри $50,000  |
| Турніри $25,000  |
| Турніри $15,000  |
| Турніри $10,000  |

| Фінали за покриттям |
| ------------------- |
| Тверде (1–1)        |
| Ґрунт (6–3)         |
| Трава (0–0)         |
| Килим (0–2)         |

| Результат | Ранг | Дата             | Турнір                                      | Покриття  | Партнер               | Опоненти                                           | Рахунок               |
| --------- | ---- | ---------------- | ------------------------------------------- | --------- | --------------------- | -------------------------------------------------- | --------------------- |
| Поразка   | 1.   | 14 квітня 2013   | Бол, Хорватія                               | Ґрунт     | Яна Фетт              | Барбора Крейчикова Polina Leykina                  | 3–6, 3–6              |
| Поразка   | 2.   | 17 червня 2013   | Алкмар, Нідерландські Антильські острови    | Ґрунт     | Гая Санесі            | Kim van der Horst Monique Zuur                     | 3–6, 6–7(5–7)         |
| Перемога  | 1.   | 25 серпня 2013   | Енсхеде, Нідерландські Антильські острови   | Ґрунт     | Світлана Пироженко    | Anna Katalina Alzate Esmurzaeva Розалі ван дер Гук | 6–2, 6–1              |
| Перемога  | 2.   | 14 червня 2014   | Амстелвен, Нідерландські Антильські острови | Тверде    | Вікторія Томова       | Татьяна Буа Беатріс Аддад Майя                     | 6–0, 2–1 ret.         |
| Перемога  | 3.   | 22 червня 2014   | Алкмар, Нідерландські Антильські острови    | Ґрунт     | Беатріс Аддад Майя    | Charlotte van der Meij Mandy Wagemaker             | 6–1, 1–6, [10–5]      |
| Поразка   | 3.   | 10 серпня 2014   | Koksijde, Бельгія                           | Ґрунт     | Демі Схюрс            | Їсалін Бонавентюре Рішель Гогеркамп                | 4–6, 4–6              |
| Поразка   | 4.   | 2 листопада 2014 | New Braunfel, США                           | Тверде    | Алекса Ґлетч          | Маріана Дуке Вероніка Сепеде Ройг                  | 0–6, 3–6              |
| Перемога  | 4.   | 22 червня 2015   | Гельсінборг, Швеція                         | Ґрунт     | Пемра Озген           | Екатеріне Горгодзе Корнелія Лістер                 | 6–2, 6–0              |
| Поразка   | 5.   | 13 липня 2015    | Імола, Італія                               | Килим     | Десіпна Папаміхаїл    | Клаудія Джовіне Ксенія Кноль                       | 5–7, 2–6              |
| Перемога  | 5.   | 10 серпня 2015   | Прага, Чехія                                | Ґрунт     | Катержина Крамперова  | Міріам Колодзєйова Маркета Вондроушова             | 7–6(7–4), 5–7, [10–1] |
| Поразка   | 6.   | 28 лютого 2016   | Kreuzlingen, Швейцарія                      | Килим (i) | Тена Лукас            | Антонія Лоттнер Амра Садікович                     | 7–5, 2–6, [5–10]      |
| Перемога  | 6.   | 25 березня 2016  | Гавр, Франція                               | Ґрунт     | Сабріна Сантамарія    | Георгіна Гарсія Перес Diana Marcinkevica           | 6–2, 6–2              |
| Поразка   | 7.   | 9 жовтня 2016    | Реддінґ, США                                | Тверде    | Julia Elbaba          | Ема Бургіч-Буцко Sabrina Santamaria                | 3–6, 6–7 (4–7)        |
| Перемога  | 7.   | 1 квітня 2017    | Пула (Італія), Італія                       | Ґрунт     | Ліна Гьорчеська       | Прартхана Томбаре Ева Ваканно                      | 6–2, 6–3              |
| Перемога  | 8.   | 15 квітня 2017   | Пула (Італія), Італія                       | Ґрунт     | Georgina García Pérez | Крістіана Феррандо Камілла Розателло               | 6–4, 6–3              |

## Виступи у турнірах Великого шолома
| Турнір                                 | Тур WTA 2014 | Тур WTA 2015 | Тур WTA 2016 | Тур WTA 2017 | Тур WTA 2018 | W–L |
| -------------------------------------- | ------------ | ------------ | ------------ | ------------ | ------------ | --- |
| Відкритий чемпіонат Австралії з тенісу | A            | A            | A            | A            | 3R           | 2–1 |
| Відкритий чемпіонат Франції з тенісу   | A            | A            | A            | A            | 2R           | 1–1 |
| Вімблдонський турнір                   | A            | A            | A            | A            |              | 0–0 |
| Відкритий чемпіонат США з тенісу       | Q1           | Q1           | A            | Q3           |              | 0–0 |
| GS W–L Всього                          | 0–0          | 0–0          | 0–0          | 0–0          | 2–2          | 2–2 |

## Перемоги над гравцями першої 10-ки
| #            | Гравець       | Рейтинг      | Турнір                                | Покриття     | Раунд        | Рахунок      |              |
| Тур WTA 2018 | Тур WTA 2018  | Тур WTA 2018 | Тур WTA 2018                          | Тур WTA 2018 | Тур WTA 2018 | Тур WTA 2018 | Тур WTA 2018 |
| ------------ | ------------- | ------------ | ------------------------------------- | ------------ | ------------ | ------------ | ------------ |
| 1.           | Джоанна Конта | Ранг 10      | Australian Open, Melbourne, Австралія | Тверде       | 2nd Раунд    | 6–4, 7–5     |              |